# Nävertjärnsskogen
Nävertjärnsskogen är ett naturreservat i Kramfors kommun i Västernorrlands län.
Området är naturskyddat sedan 2016 och är 79 hektar stort. Reservatet består i väster av granskog kring en bäck och norr om denna av talldominerad barrskog. Österut finns granskog, myrar och en bäck.